# Horacio Oduber Hospitaal
Koordinaten: 12° 32′ 31,3″ N, 70° 3′ 27,7″ W
Das Dr. Horacio E. Oduber Hospitaal  (kurz: HOH von Horacio Oduber Hospitaal) ist das einzige Krankenhaus auf der Insel Aruba.
Das Krankenhaus befindet sich im Stadtteil West in der Hauptstadt Oranjestad. Das Hospital war ursprünglich ein katholisches Krankenhaus, inzwischen ist es jedoch für Patienten aller Konfessionen offen. Betreiber des 1977 eröffneten Hospitals ist die Stiftung Stichting Ziekenverpleging Aruba. Das Kuratorium der Stiftung überwacht und organisiert die allgemeinen Angelegenheiten des Krankenhauses.

## Geschichte
Der Arzt Horacio Eulogio Oduber (1862–1935) war der erste Mediziner auf der Insel, er unterhielt eine kleine Praxis in seinem privaten Haus Quinta del Carmen im Dorf Bubali. Oft wurde der Arzt nur mit Naturalien bezahlt oder bekam Futter für sein Pferd. Doktor Oduber war ein Arzt in einer Zeit, die jetzt fast primitiv erscheint. Es gab keine Elektrizität oder fließendes Wasser, kein Telefon und auch keinen motorisierten Verkehr auf der Insel und die medizinische Wissenschaft steckte noch in den Kinderschuhen. Viele Menschen starben an Infektionen, Viren oder an damals noch nicht bekannten Krankheiten. Nach einer Schätzung lebten 1910 rund 8.000 Menschen auf der Insel. Es waren meist Landarbeiter mit wenig finanziellen Mitteln.
Da es zu dieser Zeit auch kein Krankenhaus gab, nahm der Arzt die Patienten in seinem Haus auf. In der Tat könnte man sagen, dass das Haus des Arztes in der Wilhelminastraat auf Aruba das erste Krankenhaus war. Die notwendigen Operationen, auch Amputationen wurden mangels Betäubungsmittel, wie Opium oder Narkosemittel nur durch Verabreichung von viel Rum durchgeführt. Durch die Goldgewinnung auf Aruba nahm die Bevölkerungszahl ab 1824 rasch zu und die Krankenstation von Horacio Oduber wurde zu klein.
1920 wurde das erste San Pedro de Verona Krankenhaus von katholischen Nonnen (Dominicanessen) gegründet, in dem Horacio Oduber bis zu seinem Ableben 1935 noch aktiv wirkte.

## Einrichtung
Das aktuelle Hospital wurde Ende 1976 in Betrieb genommen und im Januar 1977 fand die offizielle Eröffnung statt. Es wurde nach dem Doktor Horacio Oduber benannt. Das moderne Krankenhaus mit 320 Betten und rund 800 Angestellten verfügt auch über einen Hubschrauberlandeplatz um Patienten mit dem Polizei- oder den Marinehubschraubern einliefern zu können.

### Fachbereiche
Die medizinischen Fachdisziplinen im HOH sind: Allgemeinmedizin, Chirurgie, Innere Medizin, Neurologie, Neurochirurgie, Orthopädie, Pädiatrie, Gynäkologie, Kardiologie, Nephrologie, Gastroenterologie, Anästhesie, Augenheilkunde, HNO, Psychiatrie, Onkologie, Pathologie, Intensivmedizin, plastische Chirurgie, Dermatologie, Geburtshilfe, Pneumologie, Radiologie und Urologie. Spezialisierte Ärzte sind entweder von der HOH vertraglich angestellt oder arbeiten als private unabhängige Berater.

### Diagnoseabteilungen
Elektrophysiologie, Ultraschall, Röntgen, Mammographie, CAT-Scans, MRI, Leistungstests, Laparoskopie, Endoskopie, Bronchoskopie, Koronarangiographie, Pathologie, Serologie, klinische Chemie, Mikrobiologie, unter anderen. Im Fachgebiet der Diagnose arbeitet das HOH eng zusammen mit dem Landslaboratorium Aruba.

### Behandlungseinrichtungen
Kinderstation, Rehabilitationszentrum, Physiotherapie Gerät, geburtshilflichen Einheit, Notaufnahme, Ambulanz, Wundversorgung Zentrum, Diabetes Center, Schmerzklinik, Onkologie Tageseinheit, Chirurgie mit 5 Operationssäle, Blutbank und Druckkammer für Tauchunfälle. Der kürzlich renovierte Flügel der Intensivmedizin verfügt über eine Intensivstation mit 15 Betten.

### Personal
Das Krankenpflege- und medizinische Personal am HOH sind Personen aus Aruba, Curaçao, Sint Martin, Surinam, den Niederlanden, Belgien, Schottland, Deutschland, Großbritannien, Kanada, Kolumbien, Venezuela, Costa Rica, Mexiko und anderen Ländern. Somit wird auch neben der einheimischen Sprache Papiamento auch mehrsprachigen Umgebung erreicht, die auch für den Tourismus hilfreich ist.

### Erweiterung
Zurzeit wird das Hospital mit einem dreistöckigen Flügel erweitert, um alle Dienstleistungen zur Mutter und Kindbetreuung und eine neue Ambulanz zu beherbergen.

## Trivia

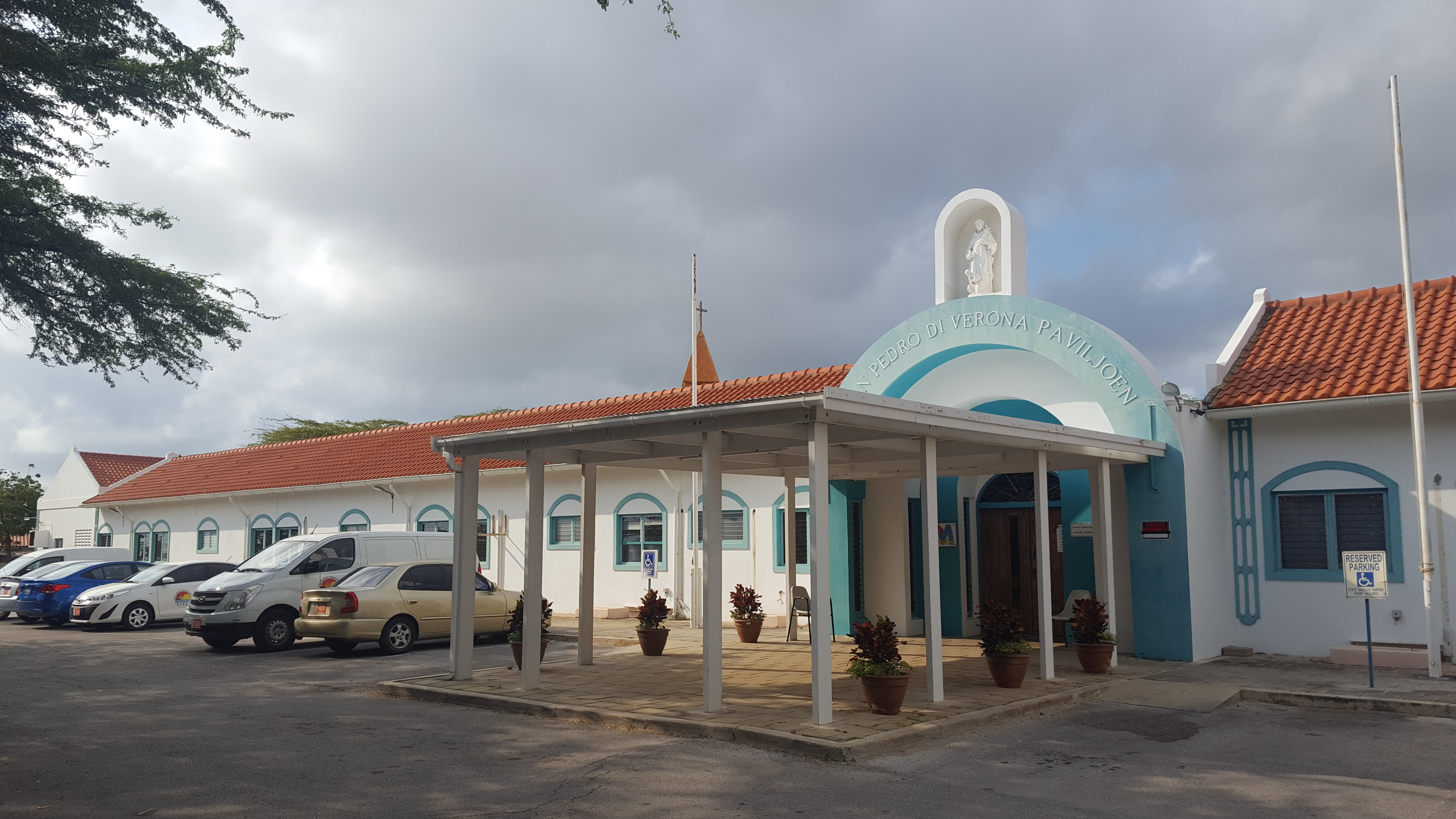
Eingang San Pedro de Verona

Das erste Hospital San Pedro de Verona aus dem Jahre 1920 in der Innenstadt von Oranjestad und wird nun als ein Pflegeheim für ältere Menschen genutzt.
Zwischen 1938 und 1985 wurde von der Lago Ölraffinerie in San Nicolas ein zweites Krankenhauses betrieben, das jedoch in erster Linie den Mitarbeitern der Ölraffinerie, ihre Familien und privat versicherten Bürger vorbehalten war. Heute befindet sich in San Nicolas das ambulante Instituto Medico San Nicolas (IMSAN), dass bei Bedarf die Patienten an das HOH überweist.
Patiententransfer von und nach Aruba wird von kolumbianischen, amerikanischen Fluggesellschaften wie Trinity Air Ambulance International oder durch die Aruban Air Ambulance Tiara Air Aruba mit Maschinen vom Typ Learjet 35A durchgeführt.